# Manilkara huberi
Manilkara huberi là một loài thực vật có hoa trong họ Hồng xiêm. Loài này được (Ducke) Standl. mô tả khoa học đầu tiên năm 1933.

## Hình ảnh

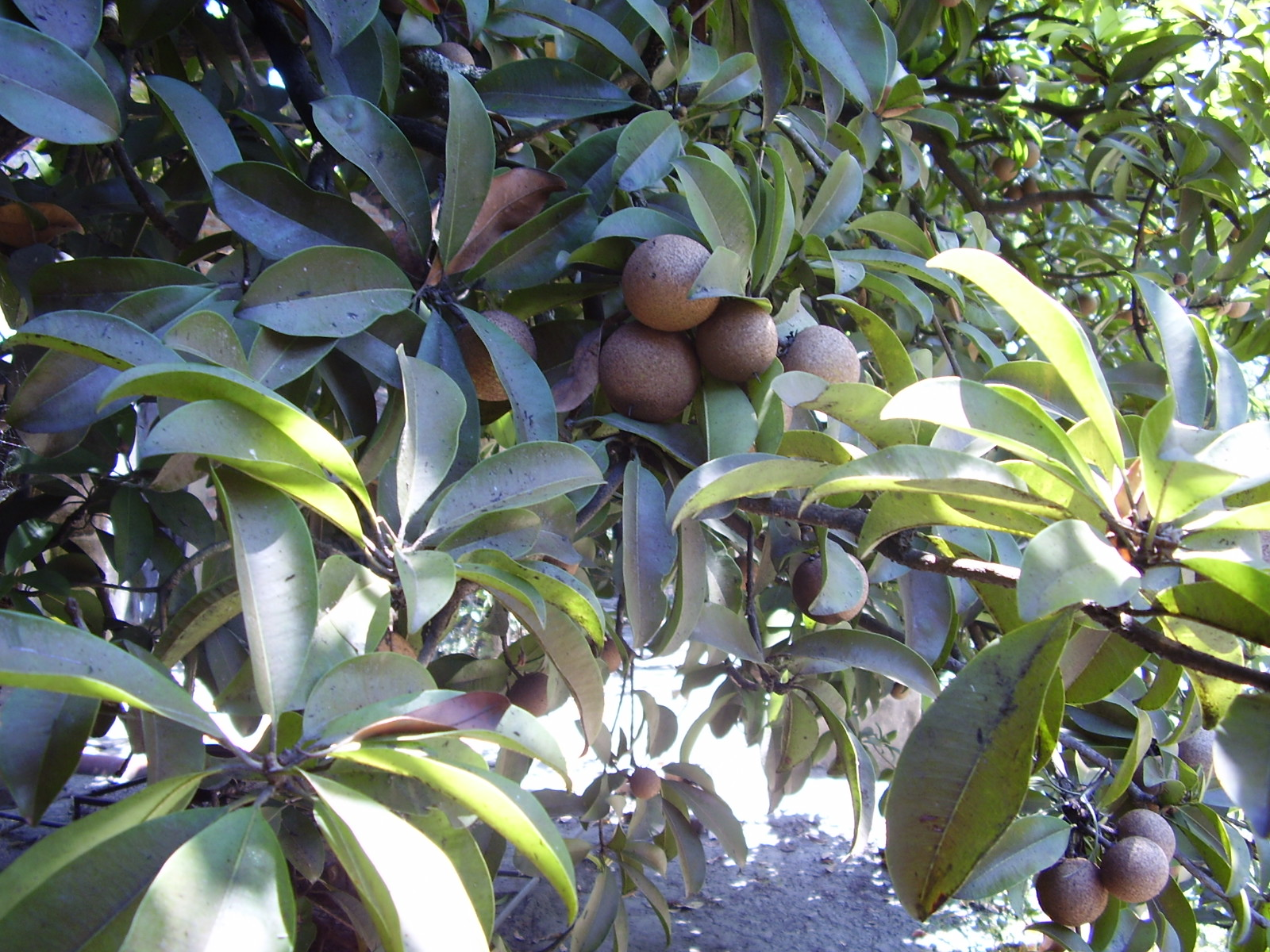